# Unione Sportiva Salernitana 1969-1970
Questa pagina raccoglie i dati riguardanti l'Unione Sportiva Salernitana nelle competizioni ufficiali della stagione 1969-1970.

## Stagione
La Salernitana ha una media gol piuttosto bassa in questa stagione, solamente 20 gol fatti in tutto il campionato e i migliori marcatori (Baroni e Baffi) segnano solo quattro gol in questa stagione. In panchina c'è Renato Piacentini, che si dimise una settimana prima dell'inizio del campionato per via delle forti contestazioni della tifoseria, gli succederà Antonio Pasinato, ma siccome Pasinato è anche calciatore, in panchina ci starà Mario Saracino. Il 23 settembre arrivò Guido Gratton che traghettò i granata per il resto della stagione. La Salernitana concluse il campionato all'11º posto con una sola sconfitta casalinga contro il Brindisi.

## Divise
La maglia della Salernitana 1969-1970.
| Casa |

## Organigramma societario
Fonte
Area direttiva
- Presidente: Giuseppe Tedesco
- Segretario: Mario Lupo

Area tecnica
- Allenatore: Renato Piacentini, dal 6/09/1969 Antonio Pasinato, dal 23/09/1968 Guido Gratton
- Allenatore in seconda: Mario Saracino
- Magazziniere: Pasquale Sammarco

Area sanitaria
- Medico Sociale: William Rossi
- Massaggiatore: Bruno Carmando

## Rosa
Fonte
| N. |                   | Ruolo | Calciatore          |
| -- | ----------------- | ----- | ------------------- |
|    | Italia (bandiera) | P     | Giorgio Salvatici   |
|    | Italia (bandiera) | P     | Giuseppe Valsecchi  |
|    | Italia (bandiera) | D     | Severino Gualco     |
|    | Italia (bandiera) | D     | Mauro Matteucci     |
|    | Italia (bandiera) | D     | Gennaro Olivieri    |
|    | Italia (bandiera) | D     | Antonio Pasinato    |
|    | Italia (bandiera) | D     | Gino Pigozzi        |
|    | Italia (bandiera) | D     | Franco Rosati       |
|    | Italia (bandiera) | D     | Matteo Santucci     |
|    | Italia (bandiera) | C     | Giancarlo Bianchini |
|    | Italia (bandiera) | C     | Mario Cartasegna    |
|    | Italia (bandiera) | C     | Giuseppe D'Angelo   |
|    | Italia (bandiera) | C     | Luigi Di Giaimo     |

| N. |                   | Ruolo | Calciatore       |
| -- | ----------------- | ----- | ---------------- |
|    | Italia (bandiera) | C     | William Horton   |
|    | Italia (bandiera) | C     | Luciano Pacco    |
|    | Italia (bandiera) | C     | Giovanni Scotti  |
|    | Italia (bandiera) | C     | Giuseppe Silenzi |
|    | Italia (bandiera) | C     | Franco Viappiani |
|    | Italia (bandiera) | A     | Camillo Baffi    |
|    | Italia (bandiera) | A     | Francesco Baroni |
|    | Italia (bandiera) | A     | Antonio Gallo    |
|    | Italia (bandiera) | A     | Walter Giuliani  |
|    | Italia (bandiera) | A     | Pietro Rasi      |
|    | Italia (bandiera) | A     | Paolo Veronese   |
|    | Italia (bandiera) | A     | Antonio Vitiello |

## Risultati

### Serie C

#### Girone di andata
| Salerno 14 settembre 1969 1ª giornata                       | Salernitana | 1 – 1 referto | Messina | Stadio Donato Vestuti |
| \| \| \| \| \| Bianchini 48’ \| Marcatori \| 2’ Arbitrio \| |             |               |         |                       |
|                                                             |             |               |         |                       |
| Bianchini 48’                                               | Marcatori   | 2’ Arbitrio   |         |                       |

| Matera 21 settembre 1969 2ª giornata | Matera | 0 – 0 referto | Salernitana | Stadio XXI Settembre |

| Salerno 28 settembre 1969 3ª giornata           | Salernitana | 1 – 0 referto | Latina | Stadio Donato Vestuti |
| \| \| \| \| \| Bianchini 68’ \| Marcatori \| \| |             |               |        |                       |
|                                                 |             |               |        |                       |
| Bianchini 68’                                   | Marcatori   |               |        |                       |

| Crotone 5 ottobre 1969 4ª giornata | Crotone | 0 – 0 referto | Salernitana | Stadio Ezio Scida |

| Salerno 12 ottobre 1969 5ª giornata              | Salernitana | 2 – 0 referto | Barletta | Stadio Donato Vestuti |
| \| \| \| \| \| Baffi 42’, 84’ \| Marcatori \| \| |             |               |          |                       |
|                                                  |             |               |          |                       |
| Baffi 42’, 84’                                   | Marcatori   |               |          |                       |

| Vasto 19 ottobre 1969 6ª giornata                                  | Pro Vasto | 2 – 0 referto | Salernitana | Stadio Aragona |
| \| \| \| \| \| Lo Vecchio 6’ Taverna 77’ (rig.) \| Marcatori \| \| |           |               |             |                |
|                                                                    |           |               |             |                |
| Lo Vecchio 6’ Taverna 77’ (rig.)                                   | Marcatori |               |             |                |

| Brindisi 26 ottobre 1969 7ª giornata                                   | Brindisi  | 3 – 0 referto | Salernitana |  |
| \| \| \| \| \| Sciarretta 19’ Renna 58’ (rig.), 75’ \| Marcatori \| \| |           |               |             |  |
|                                                                        |           |               |             |  |
| Sciarretta 19’ Renna 58’ (rig.), 75’                                   | Marcatori |               |             |  |

| Salerno 2 novembre 1969 8ª giornata | Salernitana | 0 – 0 referto | Sorrento | Stadio Donato Vestuti |

| Chieti 9 novembre 1969 9ª giornata                                  | Chieti    | 2 – 0 referto | Salernitana | Stadio della Civitella |
| \| \| \| \| \| Paradiso 28’ Gramoglia 89’ (rig.) \| Marcatori \| \| |           |               |             |                        |
|                                                                     |           |               |             |                        |
| Paradiso 28’ Gramoglia 89’ (rig.)                                   | Marcatori |               |             |                        |

| Potenza 16 novembre 1969 10ª giornata | Potenza | 0 – 0 referto | Salernitana | Stadio Alfredo Viviani |

| Salerno 23 novembre 1969 11ª giornata | Salernitana | 0 – 0 referto | Cosenza | Stadio Donato Vestuti |

| Salerno 30 novembre 1969 12ª giornata | Salernitana | 0 – 0 referto | Lecce | Stadio Donato Vestuti |

| Avellino 7 dicembre 1969 13ª giornata        | Avellino  | 1 – 0 referto | Salernitana | Campo di Piazza d'Armi |
| \| \| \| \| \| Basili 70’ \| Marcatori \| \| |           |               |             |                        |
|                                              |           |               |             |                        |
| Basili 70’                                   | Marcatori |               |             |                        |

| Salerno 14 dicembre 1969 14ª giornata                       | Salernitana | 2 – 0 referto | Acquapozzillo | Stadio Donato Vestuti |
| \| \| \| \| \| Baffi 1’ Panza 78’ (aut.) \| Marcatori \| \| |             |               |               |                       |
|                                                             |             |               |               |                       |
| Baffi 1’ Panza 78’ (aut.)                                   | Marcatori   |               |               |                       |

| Salerno 21 dicembre 1969 15ª giornata        | Salernitana | 1 – 0 referto | Internapoli | Stadio Donato Vestuti |
| \| \| \| \| \| Rosati 74’ \| Marcatori \| \| |             |               |             |                       |
|                                              |             |               |             |                       |
| Rosati 74’                                   | Marcatori   |               |             |                       |

| Pescara 4 gennaio 1970 16ª giornata | Pescara | 0 – 0 referto | Salernitana | Stadio Adriatico |

| Caserta 11 gennaio 1970 17ª giornata                   | Casertana | 1 – 1 referto | Salernitana | Stadio Alberto Pinto |
| \| \| \| \| \| Fazzi 79’ \| Marcatori \| 11’ Horton \| |           |               |             |                      |
|                                                        |           |               |             |                      |
| Fazzi 79’                                              | Marcatori | 11’ Horton    |             |                      |

| Salerno 18 gennaio 1970 18ª giornata                                   | Salernitana | 2 – 1 referto | Trapani | Stadio Donato Vestuti |
| \| \| \| \| \| Matteucci 16’ Viappiani 24’ \| Marcatori \| 68’ Davì \| |             |               |         |                       |
|                                                                        |             |               |         |                       |
| Matteucci 16’ Viappiani 24’                                            | Marcatori   | 68’ Davì      |         |                       |

| Salerno 25 gennaio 1970 19ª giornata         | Salernitana | 1 – 0 referto | Massiminiana | Stadio Donato Vestuti |
| \| \| \| \| \| Baroni 23’ \| Marcatori \| \| |             |               |              |                       |
|                                              |             |               |              |                       |
| Baroni 23’                                   | Marcatori   |               |              |                       |

#### Girone di ritorno
| Messina 1º febbraio 1970 20ª giornata                              | Messina   | 2 – 0 referto | Salernitana | Stadio Giovanni Celeste |
| \| \| \| \| \| Chierici 13’ Arbitrio 88’ (rig.) \| Marcatori \| \| |           |               |             |                         |
|                                                                    |           |               |             |                         |
| Chierici 13’ Arbitrio 88’ (rig.)                                   | Marcatori |               |             |                         |

| Salerno 8 febbraio 1970 21ª giornata           | Salernitana | 1 – 0 referto | Matera | Stadio Donato Vestuti |
| \| \| \| \| \| Vitiello 35’ \| Marcatori \| \| |             |               |        |                       |
|                                                |             |               |        |                       |
| Vitiello 35’                                   | Marcatori   |               |        |                       |

| Latina 15 febbraio 1970 22ª giornata               | Latina    | 1 – 0 referto | Salernitana | Stadio Comunale |
| \| \| \| \| \| Rosati 6’ (aut.) \| Marcatori \| \| |           |               |             |                 |
|                                                    |           |               |             |                 |
| Rosati 6’ (aut.)                                   | Marcatori |               |             |                 |

| Salerno 22 febbraio 1970 23ª giornata                      | Salernitana | 2 – 0 referto | Crotone | Stadio Donato Vestuti |
| \| \| \| \| \| Baroni 16’ Bianchini 53’ \| Marcatori \| \| |             |               |         |                       |
|                                                            |             |               |         |                       |
| Baroni 16’ Bianchini 53’                                   | Marcatori   |               |         |                       |

| Barletta 1º marzo 1970 24ª giornata                   | Barletta  | 1 – 0 referto | Salernitana | Stadio Comunale |
| \| \| \| \| \| Olivieri 32’ (aut.) \| Marcatori \| \| |           |               |             |                 |
|                                                       |           |               |             |                 |
| Olivieri 32’ (aut.)                                   | Marcatori |               |             |                 |

| Salerno 8 marzo 1970 25ª giornata                                | Salernitana | 2 – 1 referto  | Pro Vasto | Stadio Donato Vestuti |
| \| \| \| \| \| Baroni 29’, 72’ \| Marcatori \| 87’ Lo Vecchio \| |             |                |           |                       |
|                                                                  |             |                |           |                       |
| Baroni 29’, 72’                                                  | Marcatori   | 87’ Lo Vecchio |           |                       |

| Salerno 15 marzo 1970 26ª giornata               | Salernitana | 0 – 1 referto  | Brindisi | Stadio Donato Vestuti |
| \| \| \| \| \| \| Marcatori \| 30’ Sciarretta \| |             |                |          |                       |
|                                                  |             |                |          |                       |
|                                                  | Marcatori   | 30’ Sciarretta |          |                       |

| Sorrento 22 marzo 1970 27ª giornata | Sorrento | 0 – 0 referto | Salernitana | Stadio Italia |

| Salerno 29 marzo 1970 28ª giornata | Salernitana | 0 – 0 referto | Chieti | Stadio Donato Vestuti |

| Salerno 5 aprile 1970 29ª giornata | Salernitana | 0 – 0 referto | Potenza | Stadio Donato Vestuti |

| Vibo Valentia 12 aprile 1970 30ª giornata                 | Cosenza   | 2 – 0 Campo neutro referto | Salernitana |  |
| \| \| \| \| \| Gagliardi 49’ Gobbi 76’ \| Marcatori \| \| |           |                            |             |  |
|                                                           |           |                            |             |  |
| Gagliardi 49’ Gobbi 76’                                   | Marcatori |                            |             |  |

| Lecce 19 aprile 1970 31ª giornata                                       | Lecce     | 3 – 0 referto | Salernitana | Stadio Via del Mare |
| \| \| \| \| \| De Mecenas 42’ Frieri 72’ Mellina 81’ \| Marcatori \| \| |           |               |             |                     |
|                                                                         |           |               |             |                     |
| De Mecenas 42’ Frieri 72’ Mellina 81’                                   | Marcatori |               |             |                     |

| Salerno 26 aprile 1970 32ª giornata         | Salernitana | 1 – 0 referto | Avellino | Stadio Donato Vestuti |
| \| \| \| \| \| Baffi 49’ \| Marcatori \| \| |             |               |          |                       |
|                                             |             |               |          |                       |
| Baffi 49’                                   | Marcatori   |               |          |                       |

| Acireale 10 maggio 1970 33ª giornata         | Acquapozzillo | 1 – 0 referto | Salernitana | Stadio comunale |
| \| \| \| \| \| Manini 68’ \| Marcatori \| \| |               |               |             |                 |
|                                              |               |               |             |                 |
| Manini 68’                                   | Marcatori     |               |             |                 |

| Napoli 17 maggio 1970 34ª giornata                                   | Internapoli | 3 – 0 referto | Salernitana | Stadio Arturo Collana |
| \| \| \| \| \| Giordano 11’ Palcini 40’ Russo 84’ \| Marcatori \| \| |             |               |             |                       |
|                                                                      |             |               |             |                       |
| Giordano 11’ Palcini 40’ Russo 84’                                   | Marcatori   |               |             |                       |

| Salerno 24 maggio 1970 35ª giornata          | Salernitana | 1 – 0 referto | Pescara | Stadio Donato Vestuti |
| \| \| \| \| \| Scotti 79’ \| Marcatori \| \| |             |               |         |                       |
|                                              |             |               |         |                       |
| Scotti 79’                                   | Marcatori   |               |         |                       |

| Salerno 1º giugno 1970 36ª giornata | Salernitana | 0 – 0 referto | Casertana | Stadio Donato Vestuti |

| Trapani 7 giugno 1970 37ª giornata                                     | Trapani   | 1 – 1 referto     | Salernitana | Stadio Polisportivo Provinciale |
| \| \| \| \| \| Ciraolo 15’ (rig.) \| Marcatori \| 72’ (rig.) Rosati \| |           |                   |             |                                 |
|                                                                        |           |                   |             |                                 |
| Ciraolo 15’ (rig.)                                                     | Marcatori | 72’ (rig.) Rosati |             |                                 |

| Catania 14 giugno 1970 38ª giornata                       | Massiminiana | 1 – 1 referto | Salernitana | Stadio Cibali |
| \| \| \| \| \| Polesello 81’ \| Marcatori \| 9’ Scotti \| |              |               |             |               |
|                                                           |              |               |             |               |
| Polesello 81’                                             | Marcatori    | 9’ Scotti     |             |               |

## Statistiche

### Statistiche di squadra
| Competizione | Punti | In casa | In casa | In casa | In casa | In casa | In casa | In trasferta | In trasferta | In trasferta | In trasferta | In trasferta | In trasferta | Totale | Totale | Totale | Totale | Totale | Totale | DR |
| Competizione | Punti | G       | V       | N       | P       | Gf      | Gs      | G            | V            | N            | P            | Gf           | Gs           | G      | V      | N      | P      | Gf     | Gs     | DR |
| ------------ | ----- | ------- | ------- | ------- | ------- | ------- | ------- | ------------ | ------------ | ------------ | ------------ | ------------ | ------------ | ------ | ------ | ------ | ------ | ------ | ------ | -- |
| Serie C      | 37    | 19      | 11      | 7       | 1       | 17      | 4       | 19           | 0            | 8            | 11           | 3            | 24           | 38     | 11     | 15     | 12     | 20     | 28     | -8 |

### Andamento in campionato
| Giornata  | 1 | 2 | 3 | 4 | 5 | 6 | 7 | 8 | 9 | 10 | 11 | 12 | 13 | 14 | 15 | 16 | 17 | 18 | 19 | 20 | 21 | 22 | 23 | 24 | 25 | 26 | 27 | 28 | 29 | 30 | 31 | 32 | 33 | 34 | 35 | 36 | 37 | 38 |
| --------- | - | - | - | - | - | - | - | - | - | -- | -- | -- | -- | -- | -- | -- | -- | -- | -- | -- | -- | -- | -- | -- | -- | -- | -- | -- | -- | -- | -- | -- | -- | -- | -- | -- | -- | -- |
| Luogo     | C | T | C | T | C | T | T | C | T | T  | C  | C  | T  | C  | C  | T  | T  | C  | C  | T  | C  | T  | C  | T  | C  | C  | T  | C  | C  | N  | T  | C  | T  | T  | C  | C  | T  | T  |
| Risultato | N | N | V | N | V | P | P | N | P | N  | N  | N  | P  | V  | V  | N  | N  | V  | V  | P  | V  | P  | V  | P  | V  | P  | N  | N  | N  | P  | P  | V  | P  | P  | V  | N  | N  | N  |

Legenda:

Luogo: N = Campo neutro; C = Casa; T = Trasferta. Risultato: V = Vittoria; N = Pareggio; P = Sconfitta.

### Statistiche dei giocatori
Fonte
| Giocatore     | Serie C  | Serie C | Serie C     | Serie C    |
| Giocatore     | Presenze | Reti    | Ammonizioni | Espulsioni |
| ------------- | -------- | ------- | ----------- | ---------- |
| C. Baffi      | 32       | 4       | ?           | ?          |
| F. Baroni     | 19       | 4       | ?           | ?          |
| G. Bianchini  | 31       | 3       | ?           | ?          |
| M. Cartasegna | 22       | 0       | ?           | ?          |
| G. D'Angelo   | 6        | 0       | ?           | ?          |
| L. Di Giaimo  | 2        | 0       | ?           | ?          |
| A. Gallo      | 10       | 0       | ?           | ?          |
| W. Giuliani   | 9        | 0       | ?           | ?          |
| S. Gualco     | 7        | 0       | ?           | ?          |
| W. Horton     | 27       | 1       | ?           | ?          |
| M. Matteucci  | 33       | 1       | ?           | ?          |
| G. Olivieri   | 26       | 0       | ?           | ?          |
| L. Pacco      | 6        | 0       | ?           | ?          |
| A. Pasinato   | 18       | 0       | ?           | ?          |
| G. Pigozzi    | 29       | 0       | ?           | ?          |
| P. Rasi       | 6        | 0       | ?           | ?          |
| F. Rosati     | 32       | 2       | ?           | ?          |
| G. Salvatici  | 2        | -2      | ?           | ?          |
| M. Santucci   | 14       | 0       | ?           | ?          |
| G. Scotti     | 17       | 2       | ?           | ?          |
| G. Silenzi    | 7        | 0       | ?           | ?          |
| G. Valsecchi  | 36       | -26     | ?           | ?          |
| P. Veronese   | 4        | 0       | ?           | ?          |
| F. Viappiani  | 29       | 1       | ?           | ?          |
| A. Vitiello   | 11       | 1       | ?           | ?          |

## Giovanili

### Organigramma
Fonte
- Allenatore Berretti: Mario Saracino

### Piazzamenti
- Berretti:
  - Campionato: ?